# Julio E. Ribeyro
Julio Eduardo Ribeyro Benites (Lima, 21 de diciembre de 1871-Lima, 1921) fue un ingeniero y político peruano.

## Biografía
Nació en Lima en 1871, hijo de Ramón Ribeyro y Álvarez del Villar, jurista de profesión y quien fuera Ministro de Relaciones Exteriores, rector de la Universidad de San Marcos, presidente de la Corte Suprema del Perú y diputado por Lima.
Estudió ingeniería en Alemania. De regreso al Perú, tuvo a su cargo las obras para dotar de agua potable y alcantarillado a la ciudad de Lima, así como una carretera de penetración hacia la región del Oriente o Amazonía. En esta última labor, tuvo su centro de operaciones en Tarma.
Fue elegido en 1913 como diputado suplente de la provincia de Tarma, en el departamento de Junín junto a Luis Santa María quien fue elegido como diputado titular o propietario. Cumplió su mandato durante los gobiernos de Guillermo Billinghurst, Oscar R. Benavides y el segundo gobierno de José Pardo y Barreda, es decir, durante el periodo de la historia peruana conocido como la República Aristocrática.
Falleció en 1921, a la edad de cincuenta años y a consecuencia de un infarto cerebral.

## Descendencia
Julio Eduardo Ribeyro Benites se casó con Josefina Bonello, hija de inmigrantes italianos que se habían adentrado en la selva de Tarma para dedicarse al negocio del café, pero que habían caído en la pobreza. Este matrimonio se realizó con la oposición de la familia paterna de Julio Eduardo, pues consideraban que desmerecía su alcurnia. La pareja tuvo cinco hijos, de los cuales solo sobrevivió el mayor, Julio Ramón Ribeyro Bonello (1897-1946), pues los demás fallecieron a temprana edad.
Julio Ramón Ribeyro Bonello, tras dilapidar la herencia que le dejara su padre, acabó siendo empleado de la Casa Ferreyros, cuyo dueño, Enrique Ferreyros Ayulo, estaba casado con su tía Clemencia Ribeyro Benites. Julio Ramón contrajo matrimonio con Mercedes Zúñiga Ravines, hija de Emilio Zúñiga y Amable Ravines, y de esta unión nacieron cuatro hijos: Juan Antonio, Mercedes, Josefina y el afamado literato Julio Ramón Ribeyro Zúñiga.

## Mención en la literatura
Julio Ramón Ribeyro describe así a su abuelo en uno de sus obras:

Julio Eduardo era lo que ahora se llama un “play boy”. Siempre estaba elegantemente vestido, se peinaba con raya al medio y dos robacorazones sobre la frente y sus bigotes impecablemente cortados tenían dos puntas enroscadas hacia arriba. Para la época debía ser irresistible.